# Chiesa di Santa Maria Assunta (Rescaldina)
La chiesa di Santa Maria Assunta è un luogo di culto cattolico di rito ambrosiano situato nel comune italiano di Rescaldina, nella frazione di Rescalda.

## Storia
Costruita nella seconda metà del XX secolo, sorge sui resti di un tempio preesistente, costruito nel 1300 e poi demolito per fare spazio a una costruzione più grande che potesse soddisfare le esigenze della comunità. Consacrata nel 1967 dal Cardinale Giovanni Colombo, la chiesa è stata ristrutturata nel 2017 con la realizzazione di un nuovo altare benedetto dall'arcivescovo Mario Delpini in occasione dei 50 anni di consacrazione. Il complesso parrocchiale comprende anche un oratorio intitolato a San Luigi Gonzaga.

## Descrizione
La chiesa si attiene strutturalmente ai canoni costruttivi tradizionali, pur se declinati in chiave contemporanea. La facciata è a capanna, ma con muri laterali molto ribassati, che danno una percezione di triangolarità, anche in virtù dell'andamento del portico che ripara i tre portali. Predomina l'uso del laterizio, visibile sia come materiale costruttivo, sia come rivestimento delle strutture in cemento armato.
All'interno la navata è unica, a base quadrangolare; l'ambiente si sviluppa ulteriormente in forma triangolare, ergendosi centralmente in un tetto dalle falde sensibilimente più pendenti, retto da "cavalletti" triangolari a somiglianza di falsi archi.
Il presbiterio, rialzato di tre gradini, termina con pannelli in legno che creano un angolo acuto; lo spazio retrostante costituisce la sacrestia.
Accanto all'edificio principale sorge la torre campanaria, in laterizio, attraversata da strette finestre su ciascun lato; sopra l'orologio si situa la cella campanaria.